# Várkonyi Szilvia
Várkonyi Szilvia (Budapest, 1953. július 14. –) magyar színésznő

## Életpálya
Budapesten született.  Az  érettségi  után  cselgáncsozott, de énekelni is tanult, énekesnek  készült.  Közben  könyvesbolti eladóként is dolgozott. Azután  az artista képző iskolában tanult  tovább.  Itt a bohóc mesterség, zsonglőrködés mellett balettet  tanult.  Mesterének Jeszenszky Endrének sokat köszönhet. 
Ezután felvették a Színművészeti Főiskolara, – operett-musical  színész szakra, Kazán István és Versényi Ida osztályába került. Gyakorlati idejét  a Madách Színházban töltötte, közben  filmezett, szerepelt a televízióban. A főiskola után rendszeresen fellépett  ORI-műsorokban (Országos Rendező Iroda) is. 1981-ben a kecskeméti Katona József Színházhoz került. Ezután 1982–1983 között a Rock Színház tagja volt. A társulattal eljutott Londonba és Helsinkibe is. 1983-tól volt a Miskolci Nemzeti Színház tagja. 1991-től a Kovács József által létrehozott Inter-Operett népszerű szubrettjeként számos Újévi koncerten, gála műsorban szerepelt. Jelenleg szabadfoglalkozású művésznő.

## Magánélete
Gyermekének édesapja Oravecz Imre költő. Fia: Márk.

## Fontosabb szerepei
- Paul Burkhard: Tűzijáték... Anna; Iduna
- Zám Tibor: Pokoljárás... Zsálya
- William Shakespeare: Szentivánéji álom... Puck
- Várkonyi Mátyás – Miklós Tibor: Sztárcsinálók... Fortunata  (London, vendégjáték)
- Várkonyi Mátyás – Miklós Tibor: Farkasok  (Helsinki, vendégjáték)
- Békés József – Heilig Gábor – Horváth Attila: Császárok... Mari
- Leonard Bernstein: West Side Story... Anita;  Rosalia
- Lehár Ferenc: Cigányszerelem... Paulette
- Lehár Ferenc: Luxemburg grófja... Juliette
- Lehár Ferenc: A víg özvegy... Valencienne, Danilo felesége
- Lehár Ferenc: Cigányszerelem... Ilona (tűzről pattant, érett-nemes primadonna)
- Madách Imre: Az ember tragédiája... Cluvia; Cigányasszony (Kassa, Varsó, Budapest, vendégjáték)
- Baróti Géza – Dékány András – Vaszy Viktor: Dankó Pista... Juli
- Ray Henderson: Diákszerelem... Baby
- Hervé: Nebáncsvirág... Corrina
- Pierre Aristide Bréal: Huszárok... Cosima
- Huszka Jenő: Mária főhadnagy... Panni
- Jacobi Viktor: Sibyll... Charlotte
- Jacobi Viktor: Leányvásár... Bessy
- Szilveszteri gálaműsor: kán-kán
- Vörösmarty Mihály – Illés Lajos – Görgey Gábor: Egy fiú és a tündér... Ilma, újdonsült tündér
- Presser Gábor – Sztevanovity Dusán – Horváth Péter: A padlás... Süni; Kölyök szellem   (Katowice, vendégjáték)
- Claude-Michel Schönberg – Alain Boublil – Victor Hugo: A nyomorultak... Fantine
- Mitch Leigh – Dale Wasserman – Joe Darion: La Mancha lovagja... Aldonza
- Johann Strauss: A denevér... Ida, szubrett
- Ábrahám Pál: Bál a Savoyban... Daisy Parker
- Kálmán Imre: Csárdáskirálynő... Stázi
- Kálmán Imre: Cirkuszhercegnő... Miss Mabel Gibson
- Kálmán Imre: Marica grófnő... Török Liza; Lotti
- Neil Simon – Marvin Hamlish: Kapj el... Sonia Walks
- Neil Simon: Furcsa pár (női változat)... Renee
- Neil Simon: Pletykák avagy: ilyen nincs!!!... Cookie
- John Kander – Fred Ebb – Joe Masterroff: Kabaré... Sally Bowles
- Georg Kreisler: Lola Blau... Lola Blau
- Thornton Wilder – Michael Stewart – Jerry Herman: Hello Dolly!... Mrs Molloy
- Eisemann Mihály:Fiatalság bolondság... Vera, szívtipró
- Békeffi István – Lajtai Lajos: A régi nyár... Mimóza (öltöztetőnő)
- Noël Coward: Vidám kísértet... Ruth (Charles felesége)
- Nell Dunn: Gőzben... Nancy
- Mario Diament: Látatlan találkozások... Pszichologusnő
- Szilveszteri kavalkád... szereplő (Gózon Gyula Kamaraszínház)
- Andorka Péter – Hajnal Géza: A Rózsalány... Zsófia, fejedelemasszony, Lajos édesanyja

## Filmek, tv
- Újévi koncertek (Inter-Operett)
- Gálaest Kovács József operaénekes emlékére (2011)
- "Nem történt semmi" (zenés összeállítás)
- Vásár (1985)
- Örökkön-örökké (1984)
- Császárok (1983)
- Cserepek (1981) (néhány helyen Cserepek az aszfalton címmel)
- Hol colt, hol nem colt (1980)
- Áramütés (1979)
- Képviselő úr (1979)
- Pomádé király új ruhája (1979)
- Ereszd el a szakállamat! (1975)
- Holt lelkek (színházi előadás tévéfelvétele)
- Varázsgömb
- Prérifarkasok

## Díjai
- Nívó díj

## Lemezei
- A Rózsalány (musical) közreműködő,szereplő (2009)
- Várkonyi Szilvia: Mária altatók, altatócskák (2014) (Önálló album)